# Liga dos Campeões da AFC de 2010
A Liga dos Campeões da AFC de 2010 foi a 29ª edição da liga organizada pela Confederação Asiática de Futebol (AFC). A final foi disputada no Estádio Olímpico de Tóquio a 13 de novembro de 2010 e seu campeão, Seongnam Ilhwa da Coreia do Sul, disputou a Copa do Mundo de Clubes da FIFA 2010.

## Fase de qualificação

### Ásia Oriental
|  | Meias-finais | Meias-finais      | Meias-finais      |       |  | Final | Final | Final |
|  |              |                   |                   |       |  |       |       |       |
|  | 1            | SAF               | 3                 |       |  |       |       |       |
|  | 4            | Sriwijaya         | 0                 |       |  |       |       |       |
|  |              |                   |                   |       |  | SAF   | 0 (4) |       |
|  |              |                   | Muangthong United | 0 (3) |  |       |       |       |
|  | 2            | SHB Ðà Nẵng       | 0                 |       |  |       |       |       |
|  | 3            | Muangthong United | 3                 |       |  |       |       |       |

### Ásia Ocidental
|  | Meias-finais | Meias-finais       | Meias-finais       |   |  | Final    | Final | Final |
|  |              |                    |                    |   |  |          |       |       |
|  | 1            | Al-Karamah         | 0                  |   |  |          |       |       |
|  | 4            | Al-Wahda           | 1                  |   |  |          |       |       |
|  |              |                    |                    |   |  | Al-Wahda | 5     |       |
|  |              |                    | Churchill Brothers | 2 |  |          |       |       |
|  | 2            | Churchill Brothers | -                  |   |  |          |       |       |
|  | 3            | Kuwait (w.o.)      | -                  |   |  |          |       |       |

## Fase de grupos
O sorteio de definição dos grupos ocorreu em 7 de dezembro de 2009, em Kuala Lumpur na Malásia.

### Grupo A
| Equipe     | Pts | J | V | E | D | GP | GC | SG |
| ---------- | --- | - | - | - | - | -- | -- | -- |
| Al-Gharafa | 13  | 6 | 4 | 1 | 1 | 11 | 9  | +2 |
| Esteghlal  | 11  | 6 | 3 | 2 | 1 | 9  | 5  | +4 |
| Al-Ahli    | 6   | 6 | 2 | 0 | 4 | 11 | 9  | +2 |
| Al-Jazira  | 4   | 6 | 1 | 1 | 4 | 6  | 14 | -8 |

|            | AHL | GHA | JAZ | EST |
| ---------- | --- | --- | --- | --- |
| Al-Ahli    | —   | 0–1 | 5–1 | 1–2 |
| Al-Gharafa | 3–2 | —   | 4–2 | 1–1 |
| Al-Jazira  | 0–2 | 1–2 | —   | 2–1 |
| Esteghlal  | 2–1 | 3–0 | 0–0 | —   |

### Grupo B
| Equipe     | Pts | J | V | E | D | GP | GC | SG  |
| ---------- | --- | - | - | - | - | -- | -- | --- |
| Zob Ahan   | 13  | 6 | 4 | 1 | 1 | 8  | 3  | +5  |
| Bunyodkor  | 10  | 6 | 3 | 1 | 2 | 10 | 7  | +3  |
| Al-Ittihad | 8   | 6 | 2 | 2 | 2 | 9  | 7  | +2  |
| Al-Wahda   | 3   | 6 | 1 | 0 | 5 | 3  | 13 | -10 |

|            | ITT | WAH | BUN | ZOB |
| ---------- | --- | --- | --- | --- |
| Al-Ittihad | —   | 4–0 | 1–1 | 2–2 |
| Al-Wahda   | 0–2 | —   | 1–2 | 1–0 |
| Bunyodkor  | 3–0 | 4–1 | —   | 0–1 |
| Zob Ahan   | 1–0 | 1–0 | 3–0 | —   |

### Grupo C
| Equipe    | Pts | J | V | E | D | GP | GC | SG |
| --------- | --- | - | - | - | - | -- | -- | -- |
| Al-Shabab | 10  | 6 | 3 | 1 | 2 | 10 | 8  | +2 |
| Pakhtakor | 9   | 6 | 3 | 0 | 3 | 8  | 10 | -2 |
| Sepahan   | 8   | 6 | 2 | 2 | 2 | 5  | 5  | 0  |
| Al-Ain    | 7   | 6 | 2 | 1 | 3 | 8  | 8  | 0  |

|           | AIN | SHB | PAK | SEP |
| --------- | --- | --- | --- | --- |
| Al-Ain    | —   | 2–1 | 0–1 | 2-0 |
| Al-Shabab | 3–2 | —   | 2-1 | 1–1 |
| Pakhtakor | 3–2 | 1–3 | —   | 2–1 |
| Sepahan   | 0–0 | 1–0 | 2–0 | —   |

### Grupo D
| Equipe     | Pts | J | V | E | D | GP | GC | SG |
| ---------- | --- | - | - | - | - | -- | -- | -- |
| Al-Hilal   | 11  | 6 | 3 | 2 | 1 | 11 | 7  | +4 |
| Mes Kerman | 9   | 6 | 3 | 0 | 3 | 13 | 13 | 0  |
| Al-Sadd    | 8   | 6 | 2 | 2 | 2 | 12 | 9  | +3 |
| Al-Ahli    | 5   | 6 | 1 | 2 | 3 | 9  | 16 | -7 |

|            | AHL | HIL | SAD | MES |
| ---------- | --- | --- | --- | --- |
| Al-Ahli    | —   | 2–3 | 0–5 | 2–1 |
| Al-Hilal   | 1–1 | —   | 0–0 | 3–1 |
| Al-Sadd    | 2-2 | 0–3 | —   | 4–1 |
| Mes Kerman | 4–2 | 3-1 | 3–1 | —   |

### Grupo E
| Equipe                | Pts | J | V | E | D | GP | GC | SG |
| --------------------- | --- | - | - | - | - | -- | -- | -- |
| Seongnam Ilhwa Chunma | 15  | 6 | 5 | 0 | 1 | 11 | 6  | +5 |
| Beijing Guoan         | 10  | 6 | 3 | 1 | 2 | 7  | 5  | +2 |
| Kawasaki Frontale     | 6   | 6 | 2 | 0 | 3 | 8  | 8  | 0  |
| Melbourne Victory     | 4   | 6 | 1 | 1 | 3 | 3  | 10 | -7 |

|                       | BEI | KAW | MEL | SEO |
| --------------------- | --- | --- | --- | --- |
| Beijing Guoan         | —   | 2-0 | 1–0 | 0–1 |
| Kawasaki Frontale     | 1–3 | —   | 4–0 | 3–0 |
| Melbourne Victory     | 0–0 | 1–0 | —   | 0–2 |
| Seongnam Ilhwa Chunma | 3–1 | 2–0 | 3-2 | —   |

### Grupo F
| Equipe                 | Pts | J | V | E | D | GP | GC | SG  |
| ---------------------- | --- | - | - | - | - | -- | -- | --- |
| Kashima Antlers        | 18  | 6 | 6 | 0 | 0 | 14 | 3  | +11 |
| Jeonbuk Hyundai Motors | 12  | 6 | 4 | 0 | 2 | 17 | 6  | +11 |
| Changchun Yatai        | 3   | 6 | 1 | 0 | 5 | 10 | 7  | +3  |
| Persipura Jayapura     | 3   | 6 | 1 | 0 | 5 | 4  | 29 | -25 |

|                        | CHA | JEO | KAS | PER |
| ---------------------- | --- | --- | --- | --- |
| Changchun Yatai        | —   | 1–2 | 0–1 | 9–0 |
| Jeonbuk Hyundai Motors | 1–0 | —   | 1–2 | 8–0 |
| Kashima Antlers        | 1–0 | 2-1 | —   | 5–0 |
| Persipura Jayapura     | 2-0 | 1–4 | 1–3 | —   |

### Grupo G
| Equipe                 | Pts | J | V | E | D | GP | GC | SG  |
| ---------------------- | --- | - | - | - | - | -- | -- | --- |
| Suwon Bluewings        | 13  | 6 | 4 | 1 | 1 | 13 | 4  | +9  |
| Gamba Osaka            | 12  | 6 | 3 | 3 | 0 | 11 | 5  | +6  |
| Singapore Armed Forces | 4   | 6 | 1 | 1 | 3 | 6  | 16 | -10 |
| Henan Jianye           | 3   | 6 | 0 | 3 | 3 | 3  | 8  | -5  |

|                        | OSA | HEN | SAF | SUW |
| ---------------------- | --- | --- | --- | --- |
| Gamba Osaka            | —   | 1–1 | 3–0 | 2–1 |
| Henan Jianye           | 1-1 | —   | 0–0 | 0–2 |
| Singapore Armed Forces | 2–4 | 2–1 | —   | 0–2 |
| Suwon Bluewings        | 0–0 | 2–0 | 6-2 | —   |

### Grupo H
| Equipe              | Pts | J | V | E | D | GP | GC | SG |
| ------------------- | --- | - | - | - | - | -- | -- | -- |
| Adelaide United     | 10  | 6 | 3 | 1 | 2 | 6  | 4  | +2 |
| Pohang Steelers     | 10  | 6 | 3 | 1 | 2 | 8  | 7  | +1 |
| Sanfrecce Hiroshima | 9   | 6 | 3 | 0 | 3 | 11 | 11 | 0  |
| Shandong Luneng     | 6   | 6 | 2 | 0 | 4 | 5  | 8  | -3 |

|                     | ADE | POH | HIR | SHA |
| ------------------- | --- | --- | --- | --- |
| Adelaide United     | —   | 1–0 | 3–2 | 0-1 |
| Pohang Steelers     | 0–0 | —   | 2–1 | 1–0 |
| Sanfrecce Hiroshima | 1–0 | 4-3 | —   | 0–1 |
| Shandong Luneng     | 0–2 | 1–2 | 2–3 | —   |

## Fase final
As oitavas-de-final e a final foram disputadas em partidas únicas, enquanto as quartas-de-final e semifinais foram disputas em partidas de ida e volta.

### Oitavas-de-final
| Equipe 1                | Placar         | Equipe 2               |
| Ásia Ocidental          | Ásia Ocidental | Ásia Ocidental         |
| ----------------------- | -------------- | ---------------------- |
| Al-Gharafa              | 1–0            | Pakhtakor              |
| Al-Shabab               | 3–2            | Esteghlal              |
| Zob Ahan                | 1–0            | Mes Kerman             |
| Al-Hilal                | 3–0            | Bunyodkor              |
| Ásia Oriental           |                |                        |
| Seongnam                | 3–0            | Gamba Osaka            |
| Suwon Samsung Bluewings | 2–0            | Beijing Guoan          |
| Kashima Antlers         | 0–1            | Pohang Steelers        |
| Adelaide United         | 2–3 (pro)      | Jeonbuk Hyundai Motors |

Ásia Ocidental
| 11 de maio    | Al-Gharafa       | 1 – 0     | Pakhtakor | Al-Gharafa Stadium, Doha                 |
| 19:20 (UTC+3) | Araújo 86' (pen) | Relatório |           | Público: 7 283 Árbitro: SYR Mohsen Basma |

| 11 de maio    | Al-Shabab                                     | 3 – 2     | Esteghlal                        | Estádio Internacional Rei Fahd, Riade    |
| 20:45 (UTC+3) | Bin Sultan 22' · Al-Taib 47' · Al Jeizani 88' | Relatório | Akbarpour 24' (pen) · Kazemi 31' | Público: 6 853 Árbitro: JPN Maasaki Toma |

| 12 de maio       | Zob Ahan | 1 – 0     | Mes Kerman | Foolad Shahr Stadium, Isfahan               |
| 19:00 (UTC+3:30) | Igor 85' | Relatório |            | Público: 6 700 Árbitro: KOR Choi Myung-Yong |

| 12 de maio    | Al-Hilal                                            | 3 – 0     | Bunyodkor | Estádio Internacional Rei Fahd, Riade     |
| 20:45 (UTC+3) | Al-Marshedi 9' · Wilhelmsson 57' · Thiago Neves 61' | Relatório |           | Público: 52 129 Árbitro: AUS Ben Williams |

Ásia Oriental
| 11 de maio    | Seongnam                             | 3 – 0     | Gamba Osaka | Tancheon Sports Complex, Seongnam              |
| 19:30 (UTC+9) | Molina 74' (pen), 90' · Ho-Young 84' | Relatório |             | Público: 9 368 Árbitro: OMA Abdullah Al-Hilali |

| 11 de maio    | Suwon Samsung Bluewings | 2 – 0     | Beijing Guoan | Suwon World Cup Stadium, Suwon                   |
| 19:30 (UTC+9) | José Mota 27', 86'      | Relatório |               | Público: 5 693 Árbitro: UAE Ali Hamad Al-Badwawi |

| 12 de maio    | Kashima Antlers | 0 – 1     | Pohang Steelers | Estádio Kashima, Kashima                       |
| 19:00 (UTC+9) |                 | Relatório | Mota 29'        | Público: 9 794 Árbitro: UZB Valentin Kovalenko |

| 12 de maio       | Adelaide United                  | 2 – 3 (pro) | Jeonbuk Hyundai Motors     | Hindmarsh Stadium, Adelaide                       |
| 19:30 (UTC+9:30) | Cornthwaite 78' · van Dijk 90+5' | Relatório   | Eninho 38', 88' · Lee 116' | Público: 12 015 Árbitro: QAT Abdulrahman Mohammed |

### Quartas-de-final
Em 25 de maio, ocorreu o sorteio dos jogos das quartas-de-final. O sorteio foi realizado em Kuala Lumpur, Malásia. Os jogos de ida foram disputados em 15 de setembro e os de volta em 22 de setembro.
| Equipe 1               | Total | Equipe 2                | Ida | Volta |
| ---------------------- | ----- | ----------------------- | --- | ----- |
| Al-Hilal               | 5–4   | Al-Gharafa              | 3–0 | 2–4   |
| Zob Ahan               | 3–2   | Pohang Steelers         | 2–1 | 1–1   |
| Jeonbuk Hyundai Motors | 1–2   | Al-Shabab               | 0–2 | 1–0   |
| Seongnam               | 4–3   | Suwon Samsung Bluewings | 4–1 | 0–2   |

Partidas de ida
| 15 de setembro | Jeonbuk Hyundai Motors | 0 – 2     | Al-Shabab               | Jeonju World Cup Stadium, Jeonju         |
| 19:00 (UTC+9)  |                        | Relatório | Hamad 68' · Olivera 90' | Público: 6 784 Árbitro: IRN Mohsen Torki |

| 15 de setembro | Seongnam                                        | 4 – 1     | Suwon Samsung Bluewings | Tancheon Sports Complex, Seongnam                |
| 19:30 (UTC+9)  | Radončić 8', 66' · Molina 33' · Yang 82' (g.c.) | Relatório | Yeom 17'                | Público: 7 462 Árbitro: QAT Abdulrahman Mohammed |

| 15 de setembro | Al-Hilal                                       | 3 – 0     | Al-Gharafa | Estádio Internacional Rei Fahd, Riade     |
| 20:35 (UTC+3)  | Al-Shalhoub 13' · Al Fraidi 59' · Algizani 85' | Relatório |            | Público: 53 241 Árbitro: JPN Toma Maasaki |

| 15 de setembro   | Zob Ahan                        | 2 – 1     | Pohang Steelers | Foolad Shahr Stadium, Isfahan                                 |
| 18:30 (UTC+4:30) | Igor 18' · Rajabzadeh 76' (pen) | Relatório | Mota 56'        | Público: 9 156 Árbitro: OMA Al Hilali Abdullah Mihamed Masoud |

Partidas de volta
| 22 de setembro | Pohang Steelers  | 1 – 1     | Zob Ahan       | Steelyard Stadium, Pohang                |
| 19:30 (UTC+9)  | Kim Jae-Sung 10' | Relatório | Khalatbari 80' | Público: 8 617 Árbitro: AUS Ben Williams |

| 22 de setembro | Suwon Samsung Bluewings           | 2 – 0     | Seongnam | Suwon World Cup Stadium, Suwon            |
| 19:30 (UTC+9)  | Yeom Ki-Hun 31' · Lee Sang-Ho 58' | Relatório |          | Público: 13 076 Árbitro: SYR Mohsen Basma |

| 22 de setembro | Al-Gharafa                                  | 4 – 2 (pro.) | Al-Hilal                          | Al-Gharafa Stadium, Doha                        |
| 18:30 (UTC+3)  | Alzen 2' · Mahmoud 38', 102' · El Assas 41' | Relatório    | Al-Qahtani 117' · Al-Mehyani 119' | Público: 13 632 Árbitro: SIN Abdul Malik Bashir |

| 22 de setembro | Al-Shabab | 0 – 1     | Jeonbuk Hyundai Motors | Estádio Internacional Rei Fahd, Riade          |
| 20:15 (UTC+3)  |           | Relatório | Kim Ji-Woong 24'       | Público: 8 340 Árbitro: UZB Valentin Kovalenko |

### Semifinal
| Equipe 1  | Total     | Equipe 2 | Ida | Volta |
| --------- | --------- | -------- | --- | ----- |
| Al-Shabab | 4–4 (gfc) | Seongnam | 4–3 | 0–1   |
| Zob Ahan  | 2–0       | Al-Hilal | 1–0 | 1–0   |

Partidas de ida
| 5 de outubro  | Al-Shabab                                 | 4 – 3     | Seongnam                          | Estádio Internacional Rei Fahd, Riade      |
| 20:00 (UTC+3) | Olivera 15', 83' · Nasser 57' · Fisal 89' | Relatório | Molina 4', 69' · Jo Jae-Cheol 26' | Público: 9 300 Árbitro: AUS Matthew Breeze |

| 6 de outubro     | Zob Ahan      | 1 – 0     | Al-Hilal | Foolad Shahr Stadium, Isfahan                      |
| 17:00 (UTC+4:30) | Hadadifar 57' | Relatório |          | Público: 9 811 Árbitro: MYS Subkhiddin Mohd Salleh |

Partidas de volta
| 20 de outubro | Seongnam          | 1 – 0     | Al-Shabab | Tancheon Sports Complex, Seongnam                 |
| 19:30 (UTC+9) | Cho Dong-Keon 31' | Relatório |           | Público: 10 996 Árbitro: UAE Ali Hamad Al-Badwawi |

| 20 de outubro | Al-Hilal | 0 – 1     | Zob Ahan | Estádio Internacional Rei Fahd, Riade        |
| 20:00 (UTC+3) |          | Relatório | Igor 55' | Público: 68 752 Árbitro: UZB Ravshan Irmatov |

### Final
| 13 de novembro | Seongnam                                        | 3 – 1 | Zob Ahan       | Estádio Olímpico, Tóquio      |
| 19:00 (UTC+9)  | Saša 29' · Cho Byung-Kuk 53' · Kim Cheol-Ho 83' |       | Khalatbari 67' | Árbitro: JPN Yuichi Nishimura |

## Premiações
| Liga dos Campeões de 2010          |
| Coreia do Sul                      |
| ---------------------------------- |
| SEONGNAM ILHWA Campeão (2º título) |

## Artilharia
| Ranking | Nome          | Clube                   | Gols |
| ------- | ------------- | ----------------------- | ---- |
| 1       | José Mota     | Suwon Samsung Bluewings | 9    |
| 2       | Araújo        | Al-Gharafa              | 5    |
| 2       | Denilson      | Bunyodkor               | 5    |
| 2       | Eninho        | Jeonbuk Hyundai Motors  | 5    |
| 2       | Farhad Majidi | Esteghlal               | 5    |
| 2       | Flávio Amado  | Al-Shabab               | 5    |
| 2       | Leandro       | Al-Sadd                 | 5    |